# Winturm

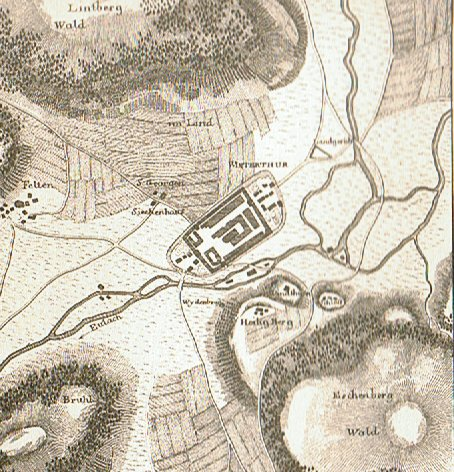
Winterthur im Jahre 1291 auf der Karte der Feuerwerkergesellschaft von 1814

Der Winturm war ein Turm und eventuell auch eine Burganlage auf dem Heiligberg in Winterthur im Kanton Zürich in der Schweiz. Die genaue Lage des Bauwerks sowie seine Form sind unbekannt, jedoch ist seine Existenz historisch belegt. Aufgrund der Zeichnung auf dem Gygerplan ist zumindest beim Neubau nach der Schleifung im 13. Jahrhundert ein mittelalterlicher Wohnturm anzunehmen.

## Geschichte
Laut historischer Überlieferung gab es erstmals im 13. Jahrhundert einen Bau auf diesem Gebiet, der den Grafen von Kyburg gehörte. In einer Urkunde von 1260 ist von einer turris apud winterture – einem Turm oder einer Burg bei Winterthur – die Rede. Diese Burg wurde wohl zuerst für die Kontrolle des Warenverkehrs gebraucht und wurde später Sitz von Verwaltungsangestellten der Grafen von Kyburg, unter anderem eines Geschlechts «von Winterthur», das aus Schriften dieser Zeit bekannt ist. Über die Grösse dieses Gebäudes ist wenig bekannt. Die einen sprechen von einem einfachen Wohnturm, die anderen von einer ganzen Burganlage. Diese wurde dann von der Winterthurer Stadtbevölkerung 1263/64 geschleift. Im Stadtrechtsbrief Winterthurs von 1264 bekräftigte dann Rudolf von Habsburg, dass dieser Turm nie wieder aufgebaut werden soll: «Item nostre voluntatis est, quod castrum montis adiacens prefate ville numquam debet reparari» (Übersetzung aus dem Lateinischen: «Ebenso ist unser Wille, dass das bei besagter Stadt liegende Schloss auf dem Berge niemals wiederaufgebaut werden soll.»).
Der nächste Hinweis auf die Existenz eines solchen Turmes findet sich 300 Jahre später in einer Winterthurer Chronik von Laurentius Bosshart, einem der letzten Mitglieder des Chorherrenstifts Heiligenberg: Es ist ein grosser turn nebent dem Heiligenberg gestannden uff der bühelwisen glich an der turmhalden, genempt der Winturn. Weiter erwähnt er, dass neben der Bühlwiese auf dem Heiligenberg ein schloss und mechtige vesti stand. – Das deutet auf die Existenz von zwei Gebäuden hin, die laut der Chronik beide geschleift worden seien – allerdings laut dieser Quelle mit Einverständnis der Grafen von Kyburg.
Auf dem Gygerplan von 1664 ist der Turm nochmals als «Winterthurm» aufgeführt. Daher ist anzunehmen, dass der Turm nach seiner Zerstörung 1263/64 wieder aufgebaut wurde.
In zwei weiteren Karten taucht der Turm nochmals auf: 1814 auf einem Plan der Feuerwerkergesellschaft Zürich, der Winterthur im Jahre 1292 darstellen soll, und auf einer Burgenkarte von 1978 als ehemalige Grafenburg. Beide zeigen die Burg leicht verschoben auf der anderen Seite der Turmhaldenstrasse. Jedoch könnte die Burgenkarte auf der Karte der Feuerwerkergesellschaft basieren.

## Archäologische Untersuchungen
In der Neuzeit gab es zwei Versuche die Position dieses Turmes auszumachen. 1964 versuchten Archäologen anlässlich des 700-jährigen Stadtrechts von Winterthur in einer Sondiergrabung gemäss den Angaben von Bosshart im Büelpark den Turm das erste Mal zu finden, jedoch ohne Erfolg.
2001 ergriff der Landbote-Journalist Jean-Pierre Gubler die Story um den Turm erneut auf und liess – nachdem sich Pendler bei ihm gemeldet hatten – auch noch nach den Überresten pendeln. Die Kantonsarchäologie hatte jedoch ihre Prioritäten bei Notgrabungen und wollte die Suche nach dem Turm nicht nochmals aufnehmen. Nachdem der Geophysiker Edi Meier 2007 bei einer Untersuchung mit einem eigenen Georadar Unstimmigkeiten in 1,20 Meter Tiefe gefunden hatte, kam es im Juni 2009 auf Initiative des Landbote-Journalisten zu einer weiteren privat finanzierten Untersuchung dieses Gebiets, wobei Geomagnetik, Bodenradar sowie geoelektrische Tomographie zum Einsatz kamen. Hierbei konnten in der Mitte des Brühlbergparkes Grundrisse eines allfälligen mittelalterlichen Turms ausfindig gemacht werden – jedoch keine eindeutige Fundamente – und im Rosengarten wurden Hinweise auf das Chorherrenstift Heiligenberg gefunden. Für eine genauere Untersuchung müssten erneut Sondierungsgrabungen durchgeführt werden.